# Vilardonèl
Vilardonèl (en francès Villardonnel) és un municipi del departament de l'Aude a la regió francesa d'Occitània.